# Hemichromis letourneuxi
Hemichromis letourneuxi es una especie de peces de la familia Cichlidae en el orden de los Perciformes.

## Morfología
Los machos pueden llegar alcanzar los 11,9 cm de longitud total.

## Distribución geográfica
Se encuentran en África: desde el río Nilo hasta Senegal y desde  África del Norte hasta Costa de Marfil.